# 8.º distrito congresional de California
El 8.º distrito congresional es un distrito congresional que elige a un Representante para la Cámara de Representantes de los Estados Unidos por el estado de California.  Según la Oficina del Censo, en 2011 el distrito tenía una población de 657 285 habitantes. Actualmente el distrito está representado por el Republicano Jay Obernolte. El distrito incluye los Condados de Inyo y Mono en la región de la Sierra Nevada y las ciudades de Hesperia, Apple Valley, Victorville, Barstow, Big Bear City, Lake Arrowhead, Blue Jay, Yucaipa y Yucca Valley en el Condado de San Bernardino.

## Demografía
Según la Oficina del Censo de los Estados Unidos, en 2011 había 657 285 personas residiendo en el 8.º distrito congresional. De los 657 285 habitantes, el distrito estaba compuesto por 359 013 (54,6%) blancos; de esos, 339 804 (51,7%) eran blancos no latinos o hispanos. Además 45 732 (7%) eran afroamericanos o negros, 3 466 (0,5%) eran nativos de Alaska o amerindios, 209 581 (31,9%) eran asiáticos, 2 821 (0,4%) eran nativos de Hawái o isleños del Pacífico, 31 914 (4,9%) eran de otras razas y 23 967 (3,6%) pertenecían a dos o más razas. Del total de la población 106 996 (16,3%) eran hispanos o latinos de cualquier raza; 56 766 (8,6%) eran de ascendencia mexicana, 3 400 (0,5%) puertorriqueña y 1 229 (0,2%) cubana. Además del inglés, 1 976 (13%) personas mayor a cinco años de edad hablaban español perfectamente.
El número total de hogares en el distrito era de 285 311 y el 41,9% eran familias en la cual el 15.6 tenían menores de 18 años de edad viviendo con ellos. De todas las familias viviendo en el distrito, solamente el 30% eran matrimonios. Del total de hogares en el distrito, el 5,6 eran parejas que no estaban casadas, mientras que el 2,8% eran parejas del mismo sexo. El promedio de personas por hogar era de 2,25. 
En 2011 los ingresos medios por hogar en el distrito congresional eran de US$67 669, y los ingresos medios por familia eran de US$118 123. Los hogares que no formaban una familia tenían unos ingresos de US$164 207. El salario promedio de tiempo completo para los hombres era de US$65 188 frente a los US$55 393 para las mujeres. La renta per cápita para el distrito era de US$44 960. Alrededor del 9,5% de la población estaban por debajo del umbral de pobreza.